# Metazygia incerta
Metazygia incerta är en spindelart som först beskrevs av O. Pickard-Cambridge 1889.  Metazygia incerta ingår i släktet Metazygia och familjen hjulspindlar. Inga underarter finns listade i Catalogue of Life.